# Roy Michelson
Roy Michelson född 19 maj 1934 i Närpes, är en finlandssvensk författare.